# Augusta (Kentucky)
Augusta város az USA Kentucky államában. Lakosainak száma 1096 fő (2020. április 1.).

## Népesség
A település népességének változása:

| 2010 | 1 190 |
| 2020 | 1 096 |